# Eigeninitiative
Eigeninitiative ist ein Mittel zur eigenen Ergreifung der Initiative zu einer Handlung. Initiative (von lateinisch initium, ‚Anfang‘) ist der Anstoß bzw. der erste Schritt zu einer Handlung. Weiter gefasst bezeichnet Eigeninitiative auch die Fähigkeit einer Person, aus eigenem Antrieb zu handeln, Entscheidungen zu fällen oder Unternehmungsgeist an den Tag zu legen.

## Eigeninitiative in der politischen Diskussion
In Deutschland wird der Begriff häufig im Zusammenhang mit der Frage nach den Grenzen der Sozialpolitik diskutiert. Ludwig Erhard sah die Eigeninitiative als wichtiges Element der Sozialen Marktwirtschaft. Sozialpolitik dürfe nicht darauf abzielen, dem Menschen schon von der Stunde seiner Geburt an volle Sicherheit gegen alle Widrigkeiten des Lebens zu gewährleisten, d. h. ihn in einer absoluten Weise gegen die Wechselfälle des Lebens abzuschirmen.

## Eigeninitiative im Unternehmertum
Der Psychologe Michael Frese sieht in Eigeninitiative eine wesentliche Voraussetzung für unternehmerischen Erfolg in der Wirtschaft und gibt an, ein Unternehmer-Training entwickelt zu haben, das sich in einem randomisierten, kontrollierten Experiment mit Kleinunternehmern als erfolgreich erwiesen habe.
Im deutschen Steuerrecht gehört die Unternehmerinitiative als ein Aspekt der beruflichen Selbständigkeit zu den Voraussetzungen für einen Gewerbebetrieb gemäß § 15 EStG und den damit verbundenen Einkünften aus Gewerbebetrieb und anderen Gewinneinkünften. Der Rechtsbegriff ist nicht im Gesetz definiert und wurde von der Rechtsprechung (Finanzgerichtsbarkeit) entwickelt. Unternehmerinitiative hat, nach dessen Willen das Unternehmen geführt wird und der die unternehmerischen Entscheidungen trifft, und dies in eigenem Interesse und für eigene Rechnung – im Gegensatz zu einem im Auftrag handelnden Fremdgeschäftsführer.